# Kuressaare linnastaadion
O Kuressaare linnastaadion é um estádio multi-uso localizado na cidade de Kuressaare, Estônia. O estádio tem capacidade para 2000 pessoas e recebe partidas do time do FC Kuressaare.